# Bánk
Pour l’article homonyme, voir Bánk (prénom).
Bánk est un village et une commune du comitat de Nógrád en Hongrie.